# Великий Кучурів
Вели́кий Кучурів — село в Україні, центр Великокучурівської сільської територіальної громади Чернівецького району Чернівецької області.
Розташоване за 7 км від обласного центру — міста Чернівців та за 18 км від міста Сторожинця. Загальна площа населеного пункту становить 3041 га. Через село проходить залізниця, яка збудована у 1869 році, яка з'єднує місто Чернівці з Сучавою Республіки Румунії. А також проходять автомобільні дороги Чернівці-Глибока та Чернівці-Сторожинець. Населення — 3 556 чоловік (2001).

## Географія
Село складається з більше як двадцять кутів: Коровля, Рутка, Шиш, Кульма, Гіливиків горб, Селище, Кринка, Бавки, Багна, Винни, Турлук, Клітишне, Рипи, Плосків, Татарщина, Горб, Воротище, Глисний, Вівоз, Горайца, Стінка, Діброва. Через село протікає три річки: Дерелуй, Верхівець, Коровля. У центрі села, на лівому березі річки Дереглуй, знайдено рештки поселень трипільської культури (III тисячоліття до н. е.), а в урочищах Стінка й Селище — культури карпатських курганів (III—VI століття).
В самому центрі села розташована Великокучурівська сільська рада, до якої входять села Великий Кучурів і Годилів. В селі є два заклади освіти. Великокучурівська ЗОШ I—III ступенів і Годилівський НВК, сільська дільнична лікарня, фельдшерсько-акушерський пункт, музична школа, дитячо-юнацька спортивна школа, Будинок культури у с. В. Кучурів і клуб у с. Годилів, дві філії бібліотечної системи (Великий Кучурів і с. Годилів), два відділення зв'язку, відділення ощадного банку України, лісництво, дві аптеки, ветеренарна дільниця, Придністровська дослідна станція садівництва, АПТОВ «Великокучурівське».
На сьогодні на території сільської ради діють понад 30 приватних закладів торгівлі і громадського харчування, а також сільське споживче товариство, яке займається не тільки реалізацією товарів, але й забезпечує харчування дітей в школах. Належний успіх і вплив на соціально-економічний розвиток села мають торгово-побутовий комплекс «Шанс», ресторан «Імперіал» та «Маленький Париж».
На території села діють такі релігійні об'єднання:Православна Церква України та Російська Православна Церква , християни віри Євангелійської, Євангелістів християн баптистів.

## Історія
За археологічними даними, село існує з XIV століття. Вважають, що його заснували вихідці з села Кучурова (нині Малий Кучурів Заставнівського району), які переселилися сюди і на новому місці зберегли назву старого села, що згодом дістало іншу — Малий Кучурів, а нове поселення — Великий Кучурів.

### Молдавський період
Першу згадку про село знаходиться в історичних джерелах 1422 року, коли молдавський господар Олександр Добрий подарував Великий Кучурів боярину Богушу. Після цього протягом кількох століть село переходило з рук в руки воєвод і бояр, світських і духовних феодалів, які продавали або дарували його один одному.
В 1552 році село знову стало власністю молдавського господаря, який пізніше продав його монастирю Путна за 400 золотих. Пізніше молдавські господарі не раз видавали грамоти, у яких підтверджувалися права монастиря на Великий Кучурів і повинності селян на його користь.

### Австрійський період
Після загарбання Буковини Австрією село в 1782 р. було передано релігійному фонду. З приходом австрійських окупантів феодальний гніт ще більше посилився. Крім панщини, розміри якої значно зросли, селяни змушені були відбувати різноманітні натуральні повинності, сплачувати грошові данини на користь феодала, а також платити державні податки. За договором, укладеним 25 червня 1808 року між орендарем маєтку І. Загорським і великокучурівцями, кожний селянин щороку зобов'язаний був відробити на полях орендаря 21 день тяглової і 18 днів пішої панщини, вивезти 8 возів дров до Чернівців і 4 вози орендареві в село, заготовити для орендаря сажень дрів, здати десятину зерна і сіна, курку і віз дрів, а також брати участь у ремонті всіх будівель орендаря. Феодалам надавалося виключне право мисливства й рибальства; ще з молдавських часів їм належало пропінаційне право і «право млина», за якими селяни повинні були купувати горілку лише в корчмі свого пана, молоти зерно тільки в його млині.
Поміщики й орендарі всіляко утискували селян, захоплювали їх землі, силоміць примушували працювати понад панщинні дні. Поміщик з сусіднього села Кам'янки П. Якубович шляхом насильства й обману захопив 700 фальч лугу і лісу, якими селяни Великого Кучурова користувалися з незапам'ятних часів, силою зброї проганяв їх із землі, погрожував підпалити ліси, якщо селяни не залишать їх. 20-літній судовий процес, скарги селян до крайового управління і наслідного принца були безрезультатними, як заявляли великокучурівці 1847 року. Орендар Ф. Клуг у 1837 році самочинно, порушивши договір, збільшив кількість робочих днів для всіх селян. За його наказом десятки кріпаків були жорстоко побиті. Селянам забороняли пасти худобу в лісі, рубати в ньому дрова.
В 1802 році орендар сусіднього села Кам'яної, всупереч очевидним фактам, вимагав конфіскувати на ринках Чернівців дрова селян Великого Кучурова, як нарубані ніби-то в спірному лісі. Ці домагання навіть влада змушена була визнати «зовсім не обґрунтованими».
Жорстоке економічне й національне гноблення, свавілля місцевих властей і поміщиків викликали глибокий протест селян, часті втечі їх з села. Лише в 1815 році у зв'язку з голодом, що був наслідком неврожаю і тяжких податків, село покинуло 170 сімей.

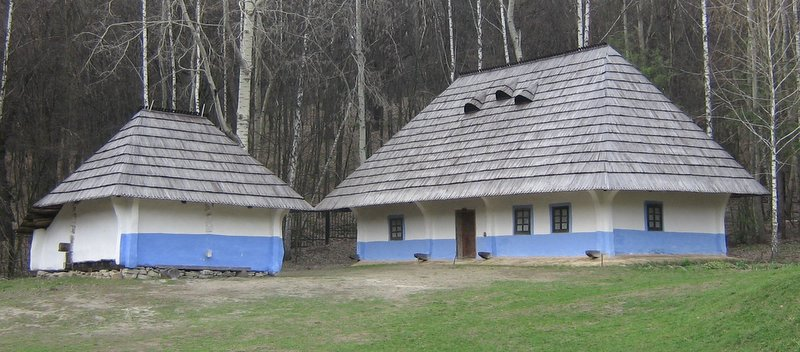
Селянська садиба середини 19 століття з села Великий Кучурів у музеї Пирогів

Особливо гострих форм набрала боротьба під час революції 1848 року, коли селяни Великого Кучурова і багатьох навколишніх сіл відмовилися виконувати панщину І зажадали у мандатора повернути їм відібрану раніше зброю, мотивуючи свою вимогу тим, що конституція дала їм право на озброєння. Переляканий мандатор мусив видати зброю, яка зберігалась на складі Чудейської домінії.
За скасування панщини та інших феодальних повинностей селяни Великого Кучурова повинні були сплачувати величезний викуп. З 7 135 га земельних угідь села 3 479 га належали релігійному фондові. За скасування повинностей селян зобов'язали сплатити йому 975 841 флорин. Згідно з підрахунками газети «Буковина», великокучурівці могли розрахуватися з цим боргом тільки в 1944 році.
Великокучурівська біднота позбавлялася права користуватися лісами, пасовиськами та іншими угіддями. Навіть невеличкі ділянки в лісі, які селяни Великого Кучурова ще давно розкорчували і використовували під посіви або як пасовиська, релігійний фонд вимагав залишити. Найкращі землі й далі перебували в руках релігійного фонду, поступово перетворюючись у новий засіб експлуатації трудящих. Наймаючи ці землі, великі орендарі передавали їх селянам невеличкими ділянками за високу плату, яка до того ж рік у рік підвищувалася. Наприклад, у 1852 році релігійний фонд здав частину своїх володінь у Великому Кучурові за 58,4 тисяч золотих ринських, а в 1858 році — за 65,9 тисяч золотих ринських. В процесі розвитку капіталізму відбувалось інтенсивне розшарування селянства. Більшість його розорювалася, втрачала землю, а невелика частина — куркулі — багатіла, наживаючись за рахунок бідноти. Вже в 1856 році серед 1 298 господарств села було 47 халупників, які зовсім не мали поля і навіть городу, 186 господарств мали менше, ніж по 2 йохи землі, 194 — від 2 до 5 йохів, зате кожному з 86 куркульських господарств належало понад 20 йохів. На кінець XIX століття 40 відсотків селянських господарств були безземельними або мали менше як по 0,5 га землі. А куркулі Годованець, Радул та інші зосередили в своїх руках по 40—50 га землі, 10—20 га лісу, 10—30 голів великої рогатої худоби. На 2 090 селянських дворів було всього 587 коней.
Зростав податковий тягар. Крім державних, селяни сплачували різного роду крайові та общинні податки, мусили відбувати шляхову повинність, утримувати школу, перевозити рекрутів і військо, будувати мости і прикордонні споруди тощо.
В 1836 році, після 10-річного листування і переговорів, у селі було відкрито початкову двокласну школу. Проте свого приміщення вона не мала, й діти навчалися то в орендованому у попа приміщенні, то в корчмі. Учитель частину зарплати одержував продуктами, які здавали селяни, а решту мав йому видавати піп грошима. Однак під різними приводами ця частина затримувалася або й не видавалася зовсім. З 1 000 дітей шкільного віку навчалися тільки одиниці. Вчителі були малоосвіченими. В 1874 році школа була розширена, вона нараховувала уже 6 класів, але й далі більшість селянських дітей не мала змоги її відвідувати.
У 1869 році було закінчено будівництво залізниці Чернівці—Сучава, яка проходила через село, у тому ж році було відкрито станцію Великий Кучурів. Але в перші роки рух по залізниці був незначний. У 1871 році через станцію Великий Кучурів було перевезено 2 081 пасажира й 45 163 центнерів вантажів.
В окремих джерелах кінця XIX — початку XX століття Великий Кучурів (Кучурмаре) згадується як містечко. На той час селище було другим за кількістю жителів поселенням Північної Буковини після Чернівців. Упродовж XIX століття місцева громада мала власну печатку з гербом: на блакитному тлі — дерево з золотим листям, біля підніжжя якого срібна урна; на дерево спирається богиня правосуддя Теміда в червоному вбранні, з мечем і терезами в руках. Така «екзотична» символіка мала натякати на те, що Великий Кучурів був тоді центром судової округи.
Друга половина XIX століття характерна дальшим загостренням класових суперечностей. Виступи селян проти тяжкого соціально-економічного гноблення набувають такої гостроти, що в 1854 і 1855 роках влада змушена була вводити в село війська. В 1887 році селяни вбили поміщика сусіднього села Я. Вольчинського.
Під впливом революції 1905 року в Росії трудящі села посилили боротьбу за соціальне і національне визволення. У Великому Кучурові відбувалися народні віча й демонстрації, на яких селяни вимагали повернення захоплених поміщиками земель і встановлення загального виборчого права. На вічі 24 грудня 1905 року було прийнято рішення:

«Українське селянство в Кучурові Великому на Буковині вимагає запровадження загального, рівного, прямого і таємного голосування».

Великокучурівські селяни брали також участь у мітингах і демонстраціях, що проходили в Чернівцях під лозунгом боротьби за загальне виборче право.
Під час першої світової війни Великий Кучурів опинився в зоні воєнних дій, що принесло трудящим нові злидні. В 1916—1917 роках із 3 684 моргів орної селянської землі було засіяно тільки 140 моргів. Австрійська влада посилила терор, жорстоко переслідували українських селян за будь-які стосунки з російськими солдатами. В жовтні 1914 року жандарми вчинили страхітливу екзекуцію над кількома дітьми села. Вони звинуватили 15-річного підлітка Костю Сторощука в тому, що він за 3 карбованці і кілька грудочок цукру видав росіянам план розташування австрійських військ поблизу села. Хлопця люто били, вимагаючи зізнання. Та К. Сторощук мужньо спростовував усі «докази». Тоді жандарми вирішили взяти за свідків дев'ятирічного Василя і одинадцятирічного Пантелея Чорногузів. Коли ж діти нічим не змогли підтвердити «шпигунства» Кості, їх почали катувати. Кілька днів тривало це нелюдське знущання, після чого Костю Сторощука повісили в присутності матері і всіх жителів села. За симпатії до росіян були заарештовані і жорстоко покарані цілі сім'ї, селяни О. Пух, В. Пух і М. О. Онуляк засуджені військово-польовим судом до каторги, а Г. Мелянко та І. Стефанович повішені карателями.
Після Жовтневого перевороту в Росії і бурхливих подій, що розгорнулися під його впливом на Буковині,— активізувалась боротьба селян Великого Кучурова. Влітку і восени 1918 року вони рішуче виступали проти реквізиції австрійськими властями худоби й хліба, не виконували розпоряджень влади, приступили до розподілу поміщицьких земель, а в жовтні 1918 року зі зброєю в руках повстали проти австро-німецьких інтервентів.

### Румунський період
Румунські окупанти, які вступили в село в листопаді 1918 року, розпустили земельний комітет, провели арешти селян. Після поразки повстання 113-го полку в Чернівцях частина повстанців знайшла притулок у Великому Кучурові. В червні 1920 року сигуранца доповідала, що населення Великого Кучурова і навколишніх сіл «невдоволене румунським пануванням і чекає приходу більшовиків», у народі говорять, «що на бессарабському кордоні йдуть тяжкі бої». 8 серпня 1921 року, як доповідав комендант жандармського батальйону «Молдова», понад 100 чоловіків вийшли на вулицю хутора Годилова з червоними прапорами й почали висловлювати невдоволення існуючим ладом, заявляючи, що «прийшла свобода». Поліція провела численні арешти серед учасників виступу.
Більшість землі, як і раніше, належала релігійному фондові, поміщику Лукасевичу і сільським глитаям Цикалу, Губці, Годованцю, Радулу, Чепіжці та іншим, на решту селянських дворів припадало в середньому по 0,8 га. Деякі господарства мали всього по 0,05—0,06 гектара.
Аграрна реформа 20-х років не змінила становища трудящих села. Понад 30 селян-бідняків в травні 1922 року просили окружну владу наділити їх землею хоча б йо 0,5 га на двір, бо місцева аграрна комісія надала землю найбільш забезпеченим селянам. Про глибоке невдоволення великокучурівських селян реформою місцева влада повідомляла і в 1928 році.
Ліс теж майже весь був власністю релігійного фонду. В 1937 році з 2 821 га лісу належало фондові 2 514 га, або близько 90 відсотків, державі — 120 га, а індивідуальним власникам, у тому числі і селянам,— лише 187 гектарів.
Між релігійним фондом і селянами постійно точилася напружена боротьба. Гостра сутичка, наприклад, відбулася між селянами хуторів Годилова та Яблуниці і адміністрацією фонду у травні 1939 року. Адміністрація заборонила жителям цих хуторів ходити дорогою, що проходила через володіння фонду, хоча останні здавна користувалися нею. Коли 4 травня селянин С. Андрохович проходив дорогою, службовець релігійного фонду, проганяючи його звідти, відкрив по ньому стрілянину й почав бити. Таке свавілля викликало глибоке обурення селян, які схопили службовця, роззброїли й побили.
Позбавлені землі, селяни наймитували у панів і куркулів за третину врожаю, жили з випадкових заробітків, терплячи страшенні злидні. Сільська біднота несла на своїх плечах і основний тягар різноманітних податків, яких було понад 30. Селяни мусили платити податок навіть за їзду та ходіння по дорогах. В цілому з 1922 по 1931 рік податки на кожний селянський двір зросли з 559 до 2 000 лей. «Селяни,— відзначав у 1937 році місцевий претор, — в банках не могли одержати кредиту, терпіли від малоземелля, заощадження мали лише в рідких випадках, але багато боргів, вони не спроможні були сплачувати всі видатки, через тяжкі умови життя та борги не могли утримувати школу». В січні 1940 року староста Великого Кучурова доповідав, що харчування селян «дуже погане», що вони постійно харчуються мамалиґою, картоплею й овочами.
Рятуючись від нужди і голоду як за австрійського, так і за румунського панування, селяни сотнями переселялися в сусідні європейські країни, у США, Канаду, Бразилію. «Гірка нужда і недоля обсіли наш народ,— зазначала газета „Буковина“,— сотні людей покидають рідну землю, аби за морем шукати іншої долі…». В 1899 році з Великого Кучурова тільки до Канади виїхало 7 чоловік. До 1913 року з нього до різних країн емігрувало понад 460 чоловік. Становище буковинських селян за океаном було трагічним. Характерна з цього погляду доля кучурівського наймита Г. Г. Павловича, який не мав ні коня, ні корови і володів лише 0,5 га землі. В 1911 році він на позичені гроші вирушив до Канади, але позичку повернути не зміг. У 1913 році його дружина і двоє малих дітей залишились на вулиці, а будинок і город продали з молотка. Сім'я була позбавлена будь-яких засобів до життя. Сам Павлович після тяжких поневірянь на залізницях Канади захворів, повернувшись додому в 1922 році, через рік помер.
Румунська влада всіляко гнітила українську культуру, обмежували прийом українців на роботу, у школи, намагалися насильно румунізувати їх. В школах, установах і навіть на вулиці заборонялося розмовляти українською мовою. Знаряддям гноблення трудящих і румунізації українського населення була церква. Великий Кучурів мав 5 церков і два єврейські молитовні будинки. 11,5 тисяч населення общини в 1937 році обслуговував лише один диспансер, що містився у найманому приміщенні, працював у ньому один лікар. Село мало невеличку аптеку. Боротьба з такими хворобами, як туберкульоз, зоб, трахома, сифіліс, майже не велася, а смертність дітей до 5 років у 1934 році досягла 36,8%.
З метою румунізації українського населення у Великому Кучурові було створено так званий осередок румунської культури «Олександр Добрий». Керував ним піп В. Ракоче. Цим же цілям було підпорядковано і школу, де навчання проводилося виключно румунською мовою. Тривалий час селяни домагалися виділення в навчальному плані хоча б однієї години на тиждень для вивчення української мови, але дозволу так і не одержали. З 507 дітей шкільного віку в 1937 році школу відвідував тільки 481 учень, а закінчив її за 1935—1937 роках 51 випускник. Працювало в школі 12 учителів.

### Радянський період
28 червня 1940 року в село вступили радянські війська. З цієї нагоди у Великому Кучурові відбувся багатолюдний мітинг, на якому виступили перший секретар Чернівецького обкому КП(б)У І. С. Грушецький, селяни І. С. Сушинський, П. І. Олійник та інші. Почалося нове життя. Землю поміщиків і церкви передали безземельним і малоземельним селянам. Було створено сільську раду, до якої ввійшли І. С. Сушинський, С. Г. Бергер, П. І. Олійник, К. Г. Беженар, А. Я. Мороз, К. І. Унгурян та інші. Всі діти дістали можливість навчатися рідною мовою. В селі відкрилися клуб, бібліотека, лікарня. Розгорнулася широка робота по ліквідації неписьменності серед дорослого населення. Багато уваги було звернуто на підготовку до колективізації одноосібних господарств: проводилися бесіди й читалися лекції про статут сільськогосподарської артілі та досягнення колгоспів у східних районах України; селяни відвідували Всесоюзну сільськогосподарську виставку та передові колгоспи республіки.
Незабаром після возз'єднання до Великого Кучурова надійшов лист. Писали друзі з Поділля, колгоспники артілі ім. Леніна Орининського району. Вони вітали великокучурівців з волею, розповідали про своє велике заможне господарство, добрі врожаї, обіцяли їм допомогу. На загальних зборах великокучурівці уважно слухали кожне слово. А потім спільно, всією громадою склали відповідь. Вони поклялися покінчити з минулим і збудувати нове, колгоспне село.
21 березня 1941 року в селі утворено перший у районі колгосп. Організаторами його були селяни-батраки І. С. Сушинський, обраний першим головою, В. А. Руснак, І. В. Семенюк, П. Г. Крушняк та інші. Першими вступили до колгоспу 49 родин. На честь дня визволення колгосп назвали ім. 28 червня. Артіль мала 162 га орної землі, 51 корову, 40 коней. Обробляти землю колгоспникам допомагали Чернівецька МТС та Кузьмінська машинно-прокатна станція. Місцеві партійні та радянські органи подавали всебічну допомогу колгоспові. Йому передано 62 га куркульської землі, 13 голів великої рогатої худоби, 7 коней і 7 свиней та іншу худобу, сільськогосподарський реманент і посівний матеріал. Для забезпечення весняної сівби 1941 року колгосп і бідняки Великого Кучурова одержали за сортообміном 105 центнерів і позичково 47 центнерів насіння ярих культур. Господарствам колгоспників і бідняків було надано кредит в розмірі 15 688 карбованців для придбання корів.
4 липня 1941 року село окупували німецько-румунські війська. Повернулись багатії та їхні посіпаки. Земля, посіви, реманент, худоба були відібрані у селян. Почалися розправи: окупанти заарештували голову колгоспу І. С. Сушинського, сільських активістів С. Г. Бергера, Д. Н. Гогуша, О. Д. Георгіцу та інших. Були схоплені і вбиті нацистами Т. М. Губка, сільська активістка К. Г. Беженар, член делегації трудящих Буковини на VII сесії Верховної Ради СРСР П. І. Олійник.
Трудящі Великого Кучурова чинили впертий опір загарбникам. Вони ховали продовольство й худобу, зривали відправку молоді на примусові роботи, не визнавали розпоряджень місцевої влади, створеної окупантами.
200 громадян села вели боротьбу з нацистами на фронтах радянсько-німецької війни. 30 березня 1944 року частини Червоної Армії відвоювали село. Ще понад сотня жителів Великого Кучурова влилася в ряди радянських військ. 51 мешканця села за героїзм, виявлений у боях з гітлерівцями, нагородили орденами й медалями СРСР. 103 чоловіка полягли в боях з німецькими нацистами.
Окупанти завдали величезної шкоди господарству села: повністю знищили колгоспний реманент, пограбували худобу, запаси насіння, селянські господарства. Всього завдано збитків селу на суму понад 5 мільйонів карбованців.
Після визволення трудящі почали відбудовувати зруйноване німецько-нацистськими окупантами господарство. Відібрана поміщиками земля була повернута селянам. Відновила роботу Чернівецька МТС. Місцеві органи влади допомогли сім'ям радянських воїнів обробити землі, очистити та придбати новий посівний матеріал.
5 квітня 1945 року першим у районі відновив свою діяльність колгосп ім. 28 червня. Організаційні збори прийняли статут артілі, обрали правління і ревізійну комісію, головою колгоспу знову став І. С Сушинський. Радянська влада подавала всебічну допомогу селянам в організації і зміцненні колективного господарства. Колгосп ім. 28 червня для весняної сівби 1945 року одержав 102 цнт посівного матеріалу та кредити в розмірі 22 911 карбованців.
Вже в перші місяці колективного господарювання старанністю і наполегливістю відзначалися члени артілі М. Д. Ткачук, Д. В. Семенюк, І. Г. Цуркан, які перевиконували норми виробітку під час сівби і збирання врожаю на 120—130 процентів.
У квітні 1948 року в колгоспі утворено кандидатську групу в складі трьох чоловік, яку очолив голова колгоспу І. А. Горчинський. Перші сільські комуністи Г. Я. Янченко, Д. М. Гогуш, Л. М. Пилипенко та інші, спираючись на радянський актив та інтелігенцію, зуміли повести за собою більшість селян по шляху колективізації. У вересні 1948 року в селі організовано ще два колгоспи: ім. Жданова (на хуторі Турлук) і «Червоний прапор» (в Годилові). Через рік колективізація у Великому Кучурові була завершена.
Восени 1950 року три сусідні господарства об'єдналися в колгосп ім. 28 червня. Головою укрупненої артілі обрали сільського активіста, учасника боротьби проти румунських окупантів, комуніста С. Г. Бергера, який і донині очолює колгосп.
Організаційно-господарське зміцнення колгоспу та трудові зусилля членів артілі дали відчутні наслідки. Якщо прибутки трьох дрібних артілей в 1949 році становили 332 841 крб., то в 1951 році вони дорівнювали 1 482 630 карбованців.
Навесні 1951 року 18 найкращих майстрів високих урожаїв були удостоєні урядових нагород. Зокрема, ланкову П. Д. Тивилік за вирощення 573 цнт цукрових буряків з кожного га нагороджено орденом Леніна, а Л. Г. Шкробанець, лапка якої зібрала по 424 цнт буряків, орденом Трудового Червоного Прапора. Колгоспники, що домоглися найкращих успіхів у справі підвищення продуктивності всіх галузей артільного виробництва, були відзначені в 1958 році новими нагородами: 4 чоловіка удостоєно ордена Трудового Червоного Прапора і 4 — ордена «Знак Пошани». Серед нагороджених — голова колгоспу С. Г. Бергер, бригадир тракторної бригади І. 0. Крохмаль, ланкова М. І. Губка, бригадир В. П. Сторощук, доярка Є. Н. Братко. За успіхи, досягнуті в 1956—1957 роках, колгосп нагороджений дипломом 2-го ступеня ВДНГ СРСР.
Весною 1959 року колгоспи «Радянська Буковина» та ім. Мічуріна з сусідніх сіл Тисовців і Снячева об'єдналися з великокучурівським колгоспом. Утворилось одне з найбільших у передгірській зоні Чернівецької області господарство, що об'єднувало 3 тисячі селянських дворів і мало понад 7 тис. га земельних угідь.
В першому році семирічки члени артілі добилися значних успіхів. Колгосп зібрав по 25,2 цнт зернових, 37 цнт кукурудзи, 123 цнт картоплі, 403 цнт цукрових буряків з кожного гектара. Тваринники виробили на кожних 100 га угідь по 373 цнт молока. Артіль занесли на обласну Дошку пошани.
Важливим засобом піднесення виробництва була механізація основних його галузей, широке використання електроенергії, запровадження передової агротехніки. Наприкінці 1967 року колгосп мав 31 трактор, 8 комбайнів, 40 автомобілів та багато інших сільськогосподарських машин. На різних ділянках виробництва використовувалось 128 електромоторів.
У тракторній бригаді колгоспу, яка виконує понад 90 проц. польових робіт, працює 90 механізаторів. Очолює її з 1953 року колишній головний механік МТС комуніст І. О. Крохмаль, що зарекомендував себе вмілим організатором, пристрасним пропагандистом прогресивних методів праці.
Для підвищення загальноосвітнього рівня механізаторів у бригаді працюють змінні класи вечірньої школи, а професійну майстерність трактористи підвищують у місцевому навчальному комбінаті. Більше як половина членів бригади є трактористами-машиністами 1-го і 2-го класів. Приклад наполегливості в підвищенні знань показує бригадир І. О. Крохмаль. Після закінчення місцевої школи сільської молоді він заочно опанував спеціальність механіка у Хотинському технікумі. Без відриву від виробництва здобули середню освіту трактористи П. Д. Жабюк, В. М. Маковій, Т. В. Українець, І. В. Тивилік, В. М. Гонтар та інші.
22 квітня 1960 року в день 90-річчя від дня народження В. І. Леніна колгоспним механізаторам на урочистих зборах було присвоєно почесне звання колективу комуністичної праці. Це була перша на Буковині тракторна бригада комуністичної праці. В дні святкування півстолітнього ювілею Великої Жовтневої соціалістичної революції бригаді за підсумками змагання присвоїли почесне звання колективу ім. 50-річчя Великого Жовтня. Вона також завоювала перше місце в обласному конкурсі на найкращий тракторний стан і була нагороджена дипломом і першою грошовою премією.
Містечко механізаторів, що розкинулося на околиці села, стало символом перемоги соціалізму в буковинському селі. Крім механічних майстерень та кузні, гаражів для зберігання техніки та автоматичної заправочної станції, тут є будинок відпочинку, кімната для навчання та ігор, ленінський зал, лазня. На подвір'ї бригади розкинувся великий фруктовий сад з ягідником та виноградником, клумби, розарій, фонтан, альтанки для відпочинку.
Завдяки самовідданій праці механізаторів і всіх колгоспників у 1967 році артіль досягла нових успіхів. На всій площі посіву було зібрано по 27,9 цнт зернових і зернобобових культур з га. Тваринники виробили по 471 цнт молока і 85 цнт м'яса на 100 га угідь. Доярки П. Т. Чорногуз, Л. Г. Цікал, 6. Н. Братко надоїли по 3000 кг молока від кожної корови, а телятниці Л. П. Івануц, С М. Бодюл, Д. О. Сушинська домоглися 650—700 грамів добового приросту телят.
Неподільні фонди з 1958 по 1967 рік зросли у 4,7 раза. Це дало колгоспові можливість вести значне господарське і культурно-побутове будівництво. За останні три роки артіль побудувала 8 типових тваринницьких приміщень, кормоцех на 100 голів великої рогатої худоби, механічну майстерню для ремонту тракторів, склади для збереження кормів і мінеральних добрив. Зведено Будинок культури, восьмирічну школу. Закінчено електрифікацію далеких хуторів. На цю справу колгосп ім. 28 червня витратив майже 150 тис. карбованців.
Досягнення великокучурівців високо оцінили учасники районних і обласних семінарів, що проводилися в селі, а також закордонні друзі — гості з Польщі, Чехословаччини, Монголії, Болгарії та НДР.
За перше місце, здобуте в змаганні на честь 50-річчя Великого Жовтня, Сторожинецький РК КП України та райвиконком вручили колгоспу пам'ятний Червоний прапор.
В успіхах колгоспу вирішальна роль належить партійній організації. Вона налічує 100 комуністів, які, працюючи на найважливіших ділянках артільного виробництва, ведуть за собою усіх колгоспників. Другу комплексну бригаду очолює комуніст Г. Д. Гордаш, третю — Г. Н. Мінтенко, ферму великої рогатої худоби — О. А. Сушинський, тракторну бригаду — І. О. Крохмаль. Самовіддано працюють комуністи-механізатори М. І. Лопуляк, В. І. Наровський, Д. В. Пантя, Г. Д. Сливоцький, ланковий Г. І. Чепишко, скотар Д. І. Годованець та інші. Вони виховали десятки майстрів колгоспного виробництва, імена яких відомі далеко за межами села. Це ланкова С. В. Маковій, яка протягом 15 років вирощує понад 500 цнт цукрових буряків з кожного гектара, овочівник І. Г. Якобчук, який щороку одержує по 300 цнт овочів з гектара та багато інших. Бойовими помічниками партійної організації є 300 комсомольців. Члени ВЛКСМ тракторист І. В. Тивилік, ланкова Є. Д. Карча, телятниця Л. П. Івануц є добрим зразком для всієї молоді села.
Швидке зростання колгоспного виробництва — основа поліпшення добробуту трудящих. Різке збільшення прибутків артілі дало можливість значно підвищити заробітну плату колгоспників. Якщо в 1958 році оплата людино-дня становила 1 крб., то в 1967 році вона зросла до 2 крб. 82 коп. Місячний заробіток окремих механізаторів складає: Д. О. Вотька — 146 крб., В. І. Ончуленка — 140 крб., Д. Т. Жабюка — 145 карбованців.
Велику увагу держава приділяє старим, інвалідам, багатодітним матерям. У Великому Кучурові пенсії і грошову допомогу одержують 202 пенсіонери-робітники, 643 колгоспники, 256 багатодітних та одиноких матерів. У дитячих яслах виховуються 250 наймолодших громадян села.
Зростання матеріального добробуту великокучурівців позитивно впливає і на товарообіг сільського споживчого товариства. У 29 торговельних підприємствах в ювілейному році трудящі села придбали товарів на суму 1344 тис. крб. Жителі села мають 39 автомашин, 460 мотоциклів, понад 600 велосипедів, сотні телевізорів і радіоприймачів. У багатьох є газові плити, холодильники, пральні машини.
В 1960 році у Великому Кучурові став до ладу будинок побуту, який має взуттєву майстерню, ательє пошиття чоловічого та жіночого одягу, перукарню, майстерню по ремонту автомобілів та мотоциклів.
На території села міститься лісництво, ветеринарна лікарня, сільське споживче товариство, пошта, пекарня тощо. Тут розташована Придністрянська станція садівництва і виноградарства, де працюють ЗО наукових працівників, у тому числі 4 кандидати наук.
Невпізнанно змінився зовнішній вигляд села. Замість курних хатинок, тепер будуються красиві котеджі під шифером і черепицею. Тільки за останні 7 років зведено 800 нових світлих хат.
До 1940 року у Великому Кучурові був лише один лікар, що брав за кожен прийом хворого по 80—120 лей. Зараз лікування безплатне. Трудящих обслуговують дільнична лікарня на 50 ліжок з терапевтичним, хірургічним та пологовим відділеннями, фізіотерапевтичним, рентгенівським та зубопротезним кабінетами, а також поліклініка, фельдшерсько-акушерський пункт, санепідемстанція й аптека. В них працює 48 медпрацівників.
У конторі зберігаються заяви про вступ до артілі, де, замість підписів, можна побачити хрестики. Аж до 1940 року так розписувалася переважна більшість селян, які не вміли ні читати, ні писати. Тепер на території сільради діє 5 шкіл, у яких працює 108 учителів і вчиться 1700 дітей. Тільки в 1965 році атестати про закінчення середньої школи одержало понад 100 чоловік. Справжніми майстрами педагогічної праці є вчителі О. П. Гашко, Г. О. Архипчук, М. О. Юкало, І. М. Левицький, Л. Н. Соломко та багато інших.
Останнім часом значно зміцніла матеріальна база Великокучурівської середньої школи: добудовано 10 класних кімнат, обладнано 4 навчальні кабінети, 2 майстерні, спортивний зал. Навчально-виховний процес тісно поєднується з життям країни і господарською діяльністю колгоспу.
Центром поширення загально-технічних знань серед хліборобів стала школа сільської молоді, яка в 1959 році була реорганізована в навчальний комбінат. Тільки за останні 7 років 286 чоловік здобули середню, а 220 — восьмирічну освіту без відриву від виробництва. За 5 років у комбінаті опанували спеціальність шофера 106 чоловік, тракториста — 58, будівельника — 75.
Система поєднання загальноосвітньої підготовки з професійною в школі сільської молоді була 1961 року вивчена Міністерством освіти УРСР і узагальнена в інформаційному листі «З досвіду роботи Великокучурівської школи сільської молоді».
В 1962—1964 рр. тут відбувалися практичні заняття республіканських семінарів працівників освіти з питань навчання трудівників села та підвищення їх професійної кваліфікації. Гості з 9 областей України познайомилися з навчально-виховним процесом, побували в тракторній бригаді, автогаражі, майстернях, поцікавились, як освіта допомагає молоді в праці.
В школі прищеплюється смак до науково-дослідної роботи: шість вчителів закінчили аспірантуру і стали кандидатами наук. За завданням Академії педагогічних наук СРСР тут досліджувався вплив морального виховання на піднесення політичної і трудової активності працюючої молоді та ряд інших питань. В 1962—1963 рр. вечірня школа була учасником ВДНГ СРСР і одержала диплом 1-го ступеня, а група вчителів і представників громадськості — медалі виставки.
Десятки дітей колишніх батраків одержали дипломи різних вузів країни. В родині колись неграмотного колгоспника В. М. Сливоцького є п'ять дочок і один син. Старша з них — Сільва після закінчення університету стала вчителем математики, Галина, здобувши технічну освіту, працює на радіовузлі, Мидорина, випускниця середньої школи — лаборант, решта — продовжують навчання. У вузах і технікумах навчаються понад 50 великокучурівців. Нинішній хлібороб-колгоспник не уявляє собі життя без книги, газети, кіно. В селі працює 4 бібліотеки з книжковим фондом понад 25 тис. томів, 2700 читачів користуються ними. Листоноші доставляють у колгоспні двори 6640 примірників газет і журналів. Двічі на місяць виходить багатотиражна газета «Колгоспник», щотижня транслюється сільська радіогазета, працюють 4 кіноустановки.
У Будинку культури села Тисовця можна побачити вистави не тільки самодіяльних митців, але й заслужених професіональних колективів. За останні два роки колгоспники подивилися цікаві спектаклі Чернівецького, Кишинівського, Львівського, Вінницького та інших театрів. Великокучурівці тепло зустрічали поетесу Марію Познанську, кобзаря Івана Іванченка, прозаїка Віталія Петльованого та інших діячів літератури й мистецтва.
При Будинку культури працює 8 гуртків. Особливо популярний тут сільський хор, яким керує директор школи К. Т. Кравчук. Життя людей стає заможнішим і красивішим. В побут входять нові радянські обряди: зустріч Нового року з колядками, щедруванням, проводи зими, свято врожаю, проводи до Радянської Армії. Традиційними стали свята тваринників та механізаторів, що відбуваються в лісі, біля озера Глибочка. Цікаво проводять ветеранів праці на пенсію. їм вручають вітальні адреси й цінні подарунки; бажають щастя й радості.
Трудівники села щорічно відзначають день народження В. І. Леніна. Проводяться ленінські читання, тематичні концерти, виступи гуртків художньої самодіяльності. Молодше покоління великокучурівців приймається до лав комсомолу і піонерів. В сільських клубах відбуваються зустрічі зі старими комуністами, організаторами Радянської влади в селі та районі, активними учасниками Німецько-радянської війни.
Особливо урочисто відзначається у Великому Кучурові свято возз'єднання Північної Буковини з Радянською Україною і день народження колгоспу — 28 червня. Цього дня з'їжджаютьея працівники полів і ферм та гості з сусідніх колгоспів. Під звуки музики піднімається прапор свята, підводяться підсумки змагання, вшановуються переможці, яким вручаються цінні подарунки. Потім влаштовується концерт художньої самодіяльності, відбуваються масові гуляння.
Великокучурівці свято зберігають пам'ять про своїх односельців, які віддали життя за свободу й незалежність Батьківщини в роки Німецько-радянської війни. В 1965 році в селі встановлено монумент Слави загиблим воїнам, а ще раніше, в 1963 році, споруджено обеліск на могилі прикордонників В. Адзарєва, М. Шибакова, С. Тетеріна, що загинули в боях з оунівськими бандитами.
В організаційно-господарському зміцненні колгоспу, культурному будівництві та поліпшенні обслуговування населення велику роль відіграє сільська Рада. З ініціативи виконкому в усіх бригадах і на фермах колгоспу створено депутатські пости, а по місцю проживання колгоспників — вуличні комітети. В селах Тисовці і Годи-лові організовано сільські комітети. Депутати виступили ініціаторами боротьби за вишукування додаткових резервів виробництва, добудови десяти класних кімнат середньої школи, переведення навчальних закладів на однозмінне навчання, озеленення вулиць та садиб. З їх ініціативи в 1967 році розпочато будівництво Будинку культури на 600 місць та бригадного клубу. Колгоспу ім. 28 червня за широке культурно-побутове будівництво в 1967 році присуджено медаль Т. Г. Шевченка.

### Український період
З 24 серпня 1991 року село входить до складу незалежної України.

## Населення
Згідно з офіційним австрійським переписом 1900 року, у  селі (громаді) нараховувалося 9414 мешканців. За етнічним складом, що фіксувався  за ознакою «розмовна мова», абсолютну більшість  населення Великого Кучурова становили українці – 7231 особа, або 76,8 %.  Румунів нараховувалося 1574 особи (16,7 %), німців   і євреїв  – 512 (5,4%), а поляків   –  97 (1,1%).
Як відзначають сучасні  дослідники, австрійська статистика,   незважаючи на недосконалість  методики проведення переписів, представляла «відносно точну і повну соціальну, національну, конфесійну структуру населення краю». 
Дані австрійського перепису 1900 року  різко контрастують з румунською статистикою 1930 року, яка представляє Великий Кучурів як населений пункт  з абсолютно іншим етнічним характером. За ознакою  «національність»  в селі «нарахували» 9094 румуни, тобто  88,4 %,  і  лише 532 українці   (5,2 %).   Щоправда, українською і румунською мовами  користувалася в побуті приблизно однакова кількість мешканців – відповідно 4976 і 4767 осіб. 
Статистика 1930 року яскраво ілюструє провідне пропагандистське гасло і офіційну юридичну норму тодішньої румунської держави, що українці Буковини – це «румуни, які забули свою рідну мову» (закон від 26 липня 1924 року).
Національний склад населення за даними перепису 1930 року у Румунії:
| Національність | Кількість осіб | Відсоток |
| -------------- | -------------- | -------- |
| румуни         | 9094           | 88,41 %  |
| українці       | 532            | 5,17 %   |
| євреї          | 224            | 2,18 %   |
| німці          | 183            | 1,78 %   |
| поляки         | 130            | 1,26 %   |
| росіяни        | 117            | 1,14 %   |
| цигани         | 5              | 0,05 %   |
| болгари        | 1              | 0,01 %   |

Мовний склад населення за даними перепису 1930 року:
| Мова       | Кількість осіб | Відсоток |
| ---------- | -------------- | -------- |
| українська | 4976           | 48,38 %  |
| румунська  | 4767           | 46,34 %  |
| німецька   | 288            | 2,80 %   |
| їдиш       | 115            | 1,12 %   |
| російська  | 76             | 0,74 %   |
| польська   | 64             | 0,62 %   |

## Традиції села Великий Кучурів

### Новорічні маланкування
Із сивої давнини дійшли до нас звичаї, обряди, традиції, які бережливо передаються з покоління в покоління. Здебільшого вони носять язичницький характер. Наші давні предки, користуючись тими чи іншими ритуалами, обрядами, заклинаннями, засвідчували єднання з природою, закликали добрих духів до розв'язання тих чи інших проблем, або ж навпаки — відганяли злих духів, які нібито наводили «порчу» на худобу, людей, навіть втручалися у сили природні.
Одним із таких обрядів є маланкування у новорічну ніч (за старим стилем) з 13 на 14 січня. Тому нині в час відродження призабутих традицій, відродження культурної спадщини – Маланка стала своєрідним карнавальним дійством у кожному селі, вона збирає людей докупи, згуртовує, розвеселяє їх душі в такий складний час. Тому люди з великим нетерпінням і якимось душевним трепетом очікують коляди та маланкування. До маланкування хлопці готуються заздалегідь. З палким ентузіазмом шиють вбрання, до «чистої маланки» чи до «діганії», виготовляють маски, розподіляють ролі та вивчають слова обрядових пісень. Калфи (керівники парубочих громад) заздалегідь наймають музикантів, домовляються про місце проведення данцу (танців).
Від імені дівчини Маланки (Меланки) і походить назва цього видовища. Старші люди, особливо жінки, завжди висловлюють своє невдоволення, коли хлопці переодягаються в одяг того чи іншого персонажу на «діганію». Звідсіля, мабуть, і вислів: «Такий файний (гарний), як смерть на маланку». Взагалі глибоко віруючі та старші люди самі не ходять на маланку, і дітей своїх не пускають туди, мотивуючи це тим, що в тій «діганії» нечиста сила водиться. Діганія, або нечиста маланка, складається з дійових осіб, обличчя яких закриті різними масками: діда, баби, цигана, циганки, смерті, чортів, ведмедів.
«Саржа», «Чиста», або як подекуди ще кажуть «Панська», маланка складається з персонажів, обличчя яких відкриті. До її складу входять: офіцер-калфа (хлопець із чималим досвідом маланкування) або й декілька їх. Саме офіцер-калфа скеровує маланкарів до хат жителів села, де будуть маланкувати, збирає гроші у «бріфташку» (сумку) або у касу (дерев'яну скриньку), танцює з дівчатами, якщо ті виносять коляду, визначає термін маланкування. У деяких селах калфою є персонаж маланки – офіцер-моряк. Він одягає звичайну військову форму з аксельбантами, погонами полковника чи генерала, прикрашаючи їх «тороками», лампасами, орденами та медалями. Раніше на голову одягали шолома, який виготовляли із картону та обклеювали позліткою (фольгою). Зсередини XX ст. маланкові офіцери одягали військовий кашкет, який вишивала цятками (бісером) мама або сестра хлопця. У селі Великому Кучурові офіцерів у маланці може бути двоє або троє. Кожен із офіцерів має при собі тюркало (свисток), за допомогою якого сповіщає про прихід Меланки на подвір'я господоря та закликає тюрканям усіх маланкарів і супроводжуючих до порядку.
На роль Меланки (молодиці) вибирають хлопця з гарним, миловидним обличчям. Він вдягає вишиту білу сорочку з домотканого полотна, поверх неї білий кожух, на голову спершу хустку-павунку, потім білий домотканий рушник, до якого прикріплюється віночок із штучних квітів, до віночка прикріплюються різнобарвні коди (стрічки). На нижню частину тіла одягає горботку або сукню з білою стрічкою-курункою посередині. На ноги взуває черевики або чоботи. У руці носить вишиту трайсту, у якій знаходяться свічки, сірники та інші необхідні речі. До складу маланки входять ще такі дійові особи: шандар (жандарм), ангел, жид-читирач, як правило, одягнений у сардак або у звичайну солдатську шинель з чорними чистими погонами, на голові високий циліндр, який виготовляли з картону. У руках тримає карабін, виготовлений із дерева, замість ременя підперезаний ланцюгом, до якого прикріплювали дзвінки. Шандар одягав сучасну міліцейську форму. Серед персонажів маланки було 5-7 турків, які носять на голові, інколи в руках, чаки, своєрідний убір із каркасом з лозових прутиків, які обклеєні різнокольоровим папером, усередині якого знаходиться запалена свічка, поверх своєї одежі носили навхрест різнокольорові домоткані коланчики. Ще одним персонажем маланки був ангел, який одягався у білу вишиту сорочку, підперезану різнокольоровими коланчиками, на голові «перувка» з гарно розчесаної білої овечої вовни, поверх якої носили корону, виготовлену з картону та обклеєну фольгою. За плечима підв'язували крила, які також обклеювали фольгою. До 70-х pp. XX ст. серед дійових осіб маланки також був піп, який був одягнений у довгу чорну мантію, на обличчі — приклеєна борода. Наявність такої дійової особи у складі маланки викликала незадоволення та обурення серед віруючих християн і тому з відходом атеїстичної ідеології ця дійова особа зникає. Ангел (агнель) і піп не колядували, а пише імітували освячення оселі.
У Великому Кучурові є й по декілька маланок: «велика» та «мала». До складу «великої» маланки входять хлопці 14-18-річного віку, інколи й старші. Учасниками «малої» маланки є 10-14-річпі хлопці. У 30-х роках XX ст., як розповідає Годованець Марівуца Іванівна, 1931 р.н., жителька села Великий Кучурів, у «великій маланці» брало участь до 50-70 учасників.
У першій половині XX ст. до складу маланки входили джінерал (генерал, калфа), молодиця, 6 турків (світлоноші), агнель, піп, шандарі і декілька жидів.
Чисту меланку супроводжують музиканти у складі труби, тромбона, акордеона, барабана. У першій половині XX ст. у складі музик були: цимбали, скрипка і бубон.
Поява чистої меланки на подвір'ї супроводжують тюрчанням офіцерських свистків, музичним маршем, а про прихід діганії сповіщають лясканням гарапників (ударами батогів) і різними вигуками на зразок: «Дома чи не дома пан господар? Чи можна колядувати?», «Прийміт маланку до хати!». Як правило, отримували дозвіл від господаря оселі чи від когось із членів сім'ї на маланкування. Розпочинається маланкування колядою-щедрівкою «Гой, Цильчіку!».
Далі маланкарі вітають господаря зі святом, а той, у свою чергу дає офіцерові плату за вітання. У першій половині XX всі гроші збирав шандар. Здебільшого платили маланці по 10-15 леїв. Якщо в оселі, де маланкують, є дівчина на віддання, то вона виносила платню (у 30-ті роки XX ст. — 20 леїв, а у заможного господаря -«богацька дівка» — навіть 50 леїв). Однак попередньо калфа повинен танцювати з нею кілька танців на подвір'ї. Як правило, танцюють швидкий танець. Не переодягаючись, ходили маланкувати один до одного аж до самого Йордана.
Протягом усього маланкування саржу («чисту» маланку) супроводжує діганія — «нечиста» маланка у складі: ведмедів, циган, дохторів, дідів, бабів, смерті та інших персонажів. Окрему роль виконує персонаж, який за декілька хат наперед сповіщає господарів про прихід меланки, а також переказує у віршованій і жартівливій формі місцеві чутки і «бріхні». «Чиста» маланка, як правило, починає і закінчує маланкування на роздоріжжі.
У Великому Кучурові близько полудня 14 січня маланки, саржа і діганія, а також жителі села та їх гості збираються в центрі, на майдані. Посередині натовпу звільняють коло, де в першому ряду, присівши і «тримаючи» коло, розташовується діганія, далі стають жителі села, які вболівають кожен за свого ведмедя. У коло заходять ведмеді, щоби помірятися між собою силами. У ведмеді йдуть міцні хлопці, здебільшого ті, що займаються спортом, – щоби не підвести парубоцьку громаду свого кута. Переможцем вважається той, хто свого суперника поклав «на лопатки». Ведмідь, який переміг найбільше разів, отримує титул найсильнішого і зберігає це звання до маланки наступного року. Традиційно ним ставав ведмідь з кута Горб. У Великому Кучурові, ведмедями можуть бути лише неодружені хлопці. За порушення цієї традиції можна отримати від галдів доброго прочухана.
Під час цього сходу інші персонажі діганії – діди, одягнуті у сардак або кожух, через плече одягнута трайста, на голові кучма чи капелюх, ногах – портяниці та постоли, виготовлені з резини, у руках палиця або ціп, на обличчі відповідна маска, у роті величезна люлька. Баби також одягали кожух, гоботку, на ноги – постоли, на голову хустку або домотканий рушник, у руках – «заповита дитина», чорти одягалися у все чорне, робили хвіст, у руках тримали вила і казанок з підпаленою смолою, у смерть – одяг увесь білий, у руках коса, міліціонери переодягалися у звичайну міліцейську форму, а обличчя гримували, щоб ніхто не міг розпізнати, дохтори одягалися у білі халати, на голові – також білі ковпаки, у руках валізки, на яких був намальований великий червоний хрест, іноді приносили саморобні носилки для надання «невідкладної допомоги». Всі перевдягнені персонажі влаштовують жартівливі побутові сценки. Кожен із персонажів намагається зібрати довкола себе якомога більше глядачів.
По закінченні маланкування, ввечері 14 січня, у Великому Кучурові, влаштовують танці, їх організовують калфи-офіцери за частку, від зібраних під час маланкування грошей. Вони наймають музику. Деколи, крім цього, накривають столи із випивкою та закускою, частуючи усіх, хто прийшов на танці. У Великому Кучурові – даниц. У першій половині XX ст. господарів запрошували на забаву-даниц під час обходу маланки.
Далеко за північ будуть линути пісні та мелодії, дотепні жарти та сміх, залишаючи в багатьох серцях гарні спомини про свято Василя.
13 і 14 січня люди старшого віку у давнину уважно спостерігали за погодою, визначаючи зв'язок між погодою цього дня з погодою у визначені дні річного календаря. Відповідно, виробились і прикмети: яка Маланка – такий буде Петро й Павло; якщо 13 січня сонячно й відлига, то буде теплим літо. Ну а щодо 14 січня, то іній цього дня – буде сльотавий рік, а сильний мороз і малосніжність – на добрий урожай.

## Культура села Великий Кучурів
Румунські власті всіляко гнітили українську культуру, обмежували прийом українців на роботу, у школи, намагалися насильно румунізувати їх. У школах, установах і навіть на вулиці заборонялося розмовляти українською мовою. Великий Кучурів мав 5 церков і два єврейські молитовні будинки.
З метою румунізації українського населення у Великому Кучурові було створено осередок румунської культури «Олександр Добрий». Керував ним піп В. Ракоче. Цим же цілям було підпорядковано і школу, де навчання провадилося виключно румунською мовою.
За роки радянського періоду жителі села мали змогу відвідувати цікаві спектаклі Чернівецького, Кишинівського, Львівського, Вінницького та інших театрів. Великокучурівці тепло зустрічали поетесу Марію Познанську, кобзаря Івана Іванченка, прозаїка Віталія Петльованого та інших діячів літератури й мистецтва.
При Будинку культури працювало 8 гуртків. Особливо популярний тут сільський хор, яким керує директор школи К. Т. Кравчук. Життя людей стає заможнішим і красивішим. У побут входять нові радянські обряди: зустріч Нового року з колядками, щедруванням, проводи зими, свято врожаю, проводи до Радянської Армії. Традиційними стали свята тваринників та механізаторів, що відбуваються в лісі, біля озера Глибочка. Цікаво проводять ветеранів праці на пенсію. Їм вручають вітальні адреси й цінні подарунки; бажають щастя й радості.
На той період трудівники села щорічно відзначали день народження В. І. Леніна. Проводилися ленінські читання, тематичні концерти, виступи гуртків художньої самодіяльності. Молодше покоління великокучурівців приймалося до лав комсомолу і піонерів. У сільських клубах відбувалися зустрічі зі старими комуністами, організаторами Радянської влади в селі та районі, активними учасниками Німецько-радянської війни.
Особливо урочисто відзначалося у Великому Кучурові свято возз'єднання Північної Буковини з Радянською Україною і день народження колгоспу – 28 червня. Цього дня з'їжджалися працівники полів і ферм та гості з сусідніх колгоспів. Під звуки музики піднімався прапор свята, підводилися підсумки змагання, вшановувалися переможці, яким вручалися цінні подарунки. Потім влаштовувався концерт художньої самодіяльності, відбувалися масові гуляння.
Великокучурівці свято зберігають пам'ять про своїх односельців, які віддали життя за свободу й незалежність Батьківщини в роки Німецько-радянської війни. У 1965 році в селі встановлено монумент Слави загиблим воїнам.
Діти мають можливість отримати музичну освіту в музичній школі с. Великий Кучурів, де в 2008 році проведено розширення, тобто збільшення кількості класів за рахунок проведення ремонту приміщення колишньої поліклініки.
На даний час у будинку культури працюють гуртки художньої самодіяльності, до яких задіяні молодь та діти шкільного віку. Працівники культури періодично проводять звітні концерти та конкурси, з яких найкращі номери обираються для участі в районних та обласних культурно-масових заходах.
Будинок культури в с. Великий Кучурів побудований в 1972 році і на даний час приміщення знаходиться в задовільному стані. За 2006—2008 рр. проведено поточний ремонт глядацького залу, де замінено оснащення сцени, проведено заміну вікон на металопластикові. Розпочато ремонт фасаду, проведено заміну шиферного перекриття на металочерепицю.

## Історичні місця
- Фігура Семихресної Троїці

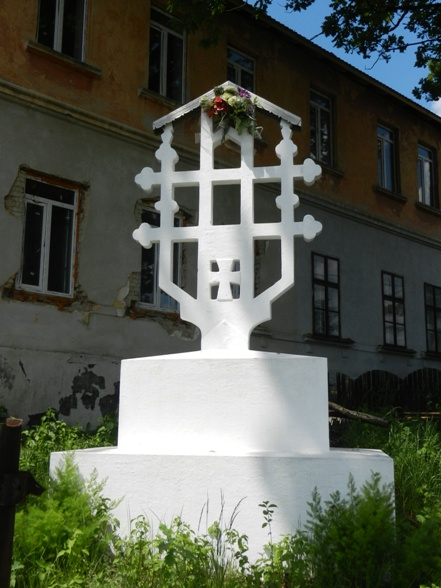
Фігура Семихресної Троїці

До визначних пам'яток Великого Кучурова відноситься Семихресна фігура Троїці, яка була споруджена сімдесят років тому, коли у селі панувала боярська Румунія, біля Великокучурівської школи.
Стоїть Троїця на двоярусному п'єдесталі. Сама фігура семихресної Троїці має висоту 2,05 м, а ширину – 1,4 м. Якщо зі сторони розглядати, то можна знайти в її геометричній формі сім християнських хрестів.
Ця історична пам'ятка має свою історію появи в Великому Кучурові біля школи. У 30-ті і на початку 40-х років в селі директором школи був виходець із сусіднього румунського села Волока Павленку Ніколає. І ось він вирішив поставити цей пам'ятник в честь загиблого в Другій світовій війні вчителя Георгія Кілару. Це був 1941 рік, а в 1942 році було вилито фігуру Троїци. На початку 1943 року її було поставлено біля школи і висвячено. За розповідями сільчан тодішній вид пам'ятки був такий. Посередині Троїци, ніби у рамках, на лицевій стороні була ікона, на якій Христос пригортає малих діток до себе. Під нею були написані румунською мовою слова із глави Матвія, 14 стих: «Лишіть дітей, нехай ідуть до мене». Зі зворотної сторони був образ Матері Божої. І також дати: 21.VIII – 1941, 4.VIII – 1942.

## Відомі особи
- Артимович Агенор (30 серпня 1879, с. Великий Кучурів — 21 жовтня 1935, Прага) — український мовознавець, фахівець з класичної філології, доктор філософії (1904).
- Бузенко Володимир — оборонець донецького аеропорту, загинув 20 січня 2015 року під час масованого обстрілу російськими терористами[7].
- Маковій Гарафина Петрівна — поетеса, народознавець. Народилася (1949) і вчителювала в селі.
- Русу Лівіу (27 червня 1908, с. Великий Кучурів — р. см. невід.) — румунський композитор, музикознавець і педагог.
- Суховерський Микола-Целестин Адольфович (8 травня 1913, с. Великий Кучурів — 18 серпня 2008, Едмонтон, Канада) — громадський діяч, юрист, почесний доктор Чернівецького університету ім. Ю.Федьковича. Від 1950 до 1990 року постійний представник філії УНО у місцевому відділі КУК. У різні періоди протягом сорока років працював у КУК, УНО, УСГ.
- Чобан Микола Іванович -воїн ЗСУ.

## Галерея

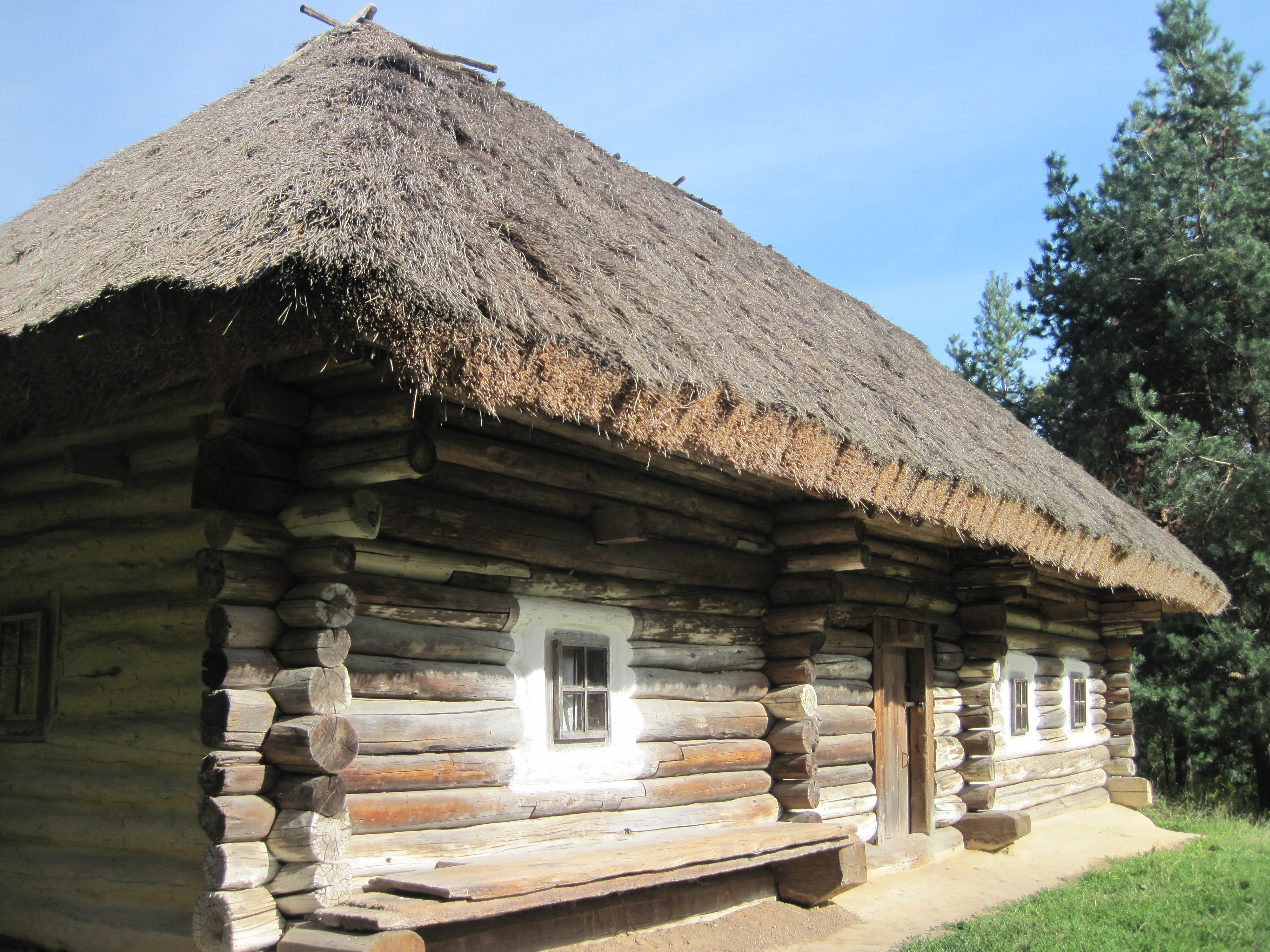
Селянська садиба середини 19 століття з села Великий Кучурів у музеї Пирогів
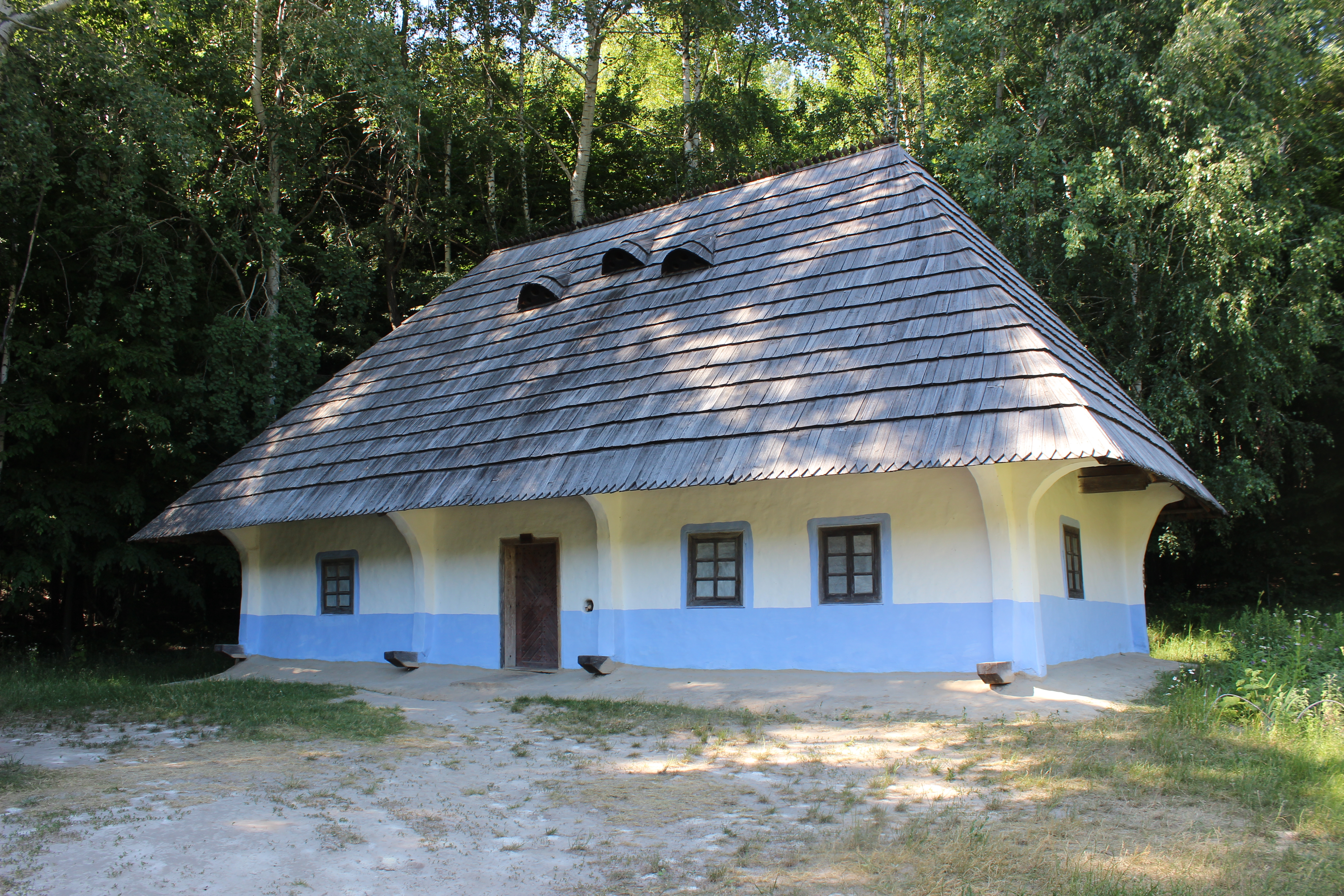
Селянська садиба з села Великий Кучурів у музеї Пирогів
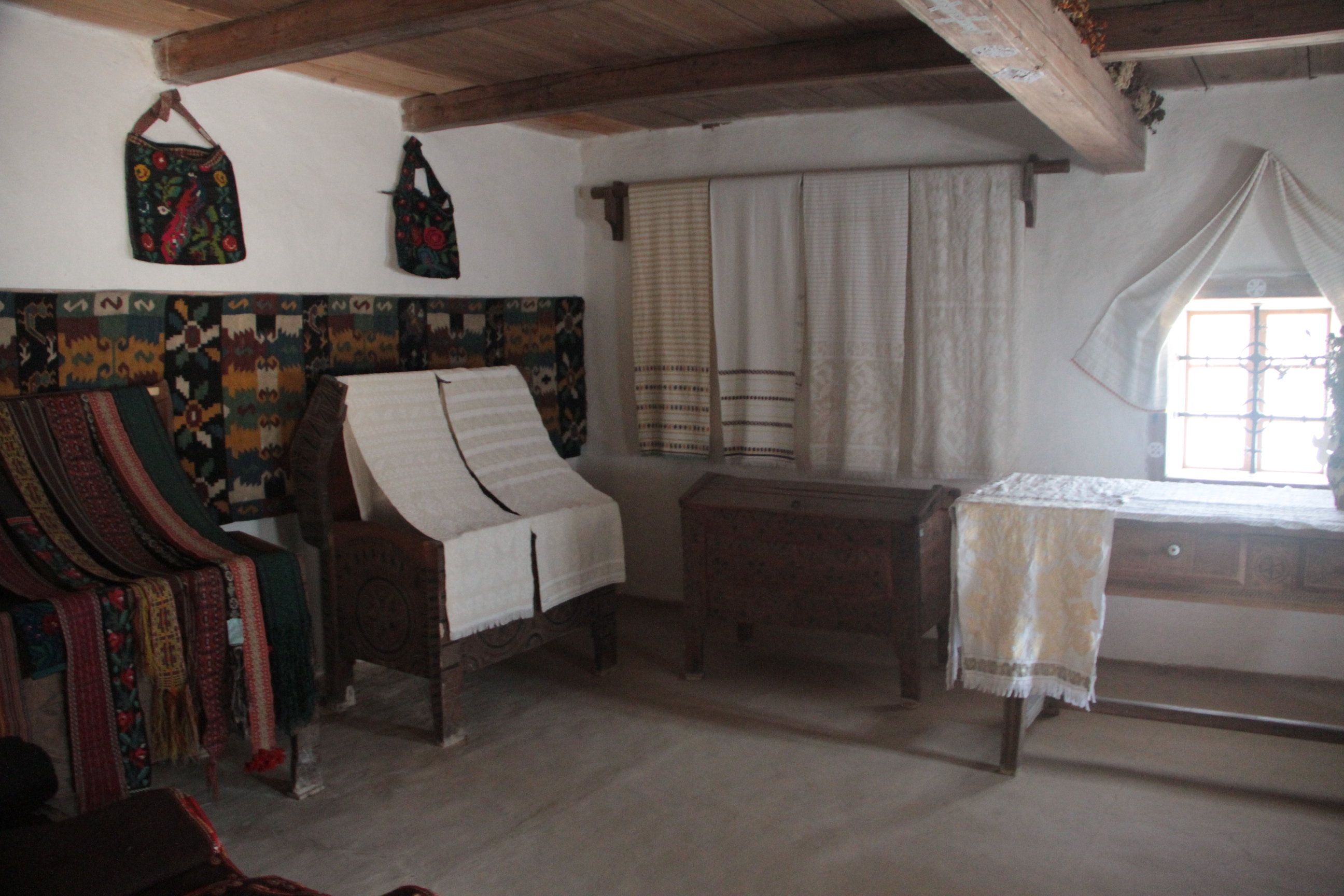
Всередині хати
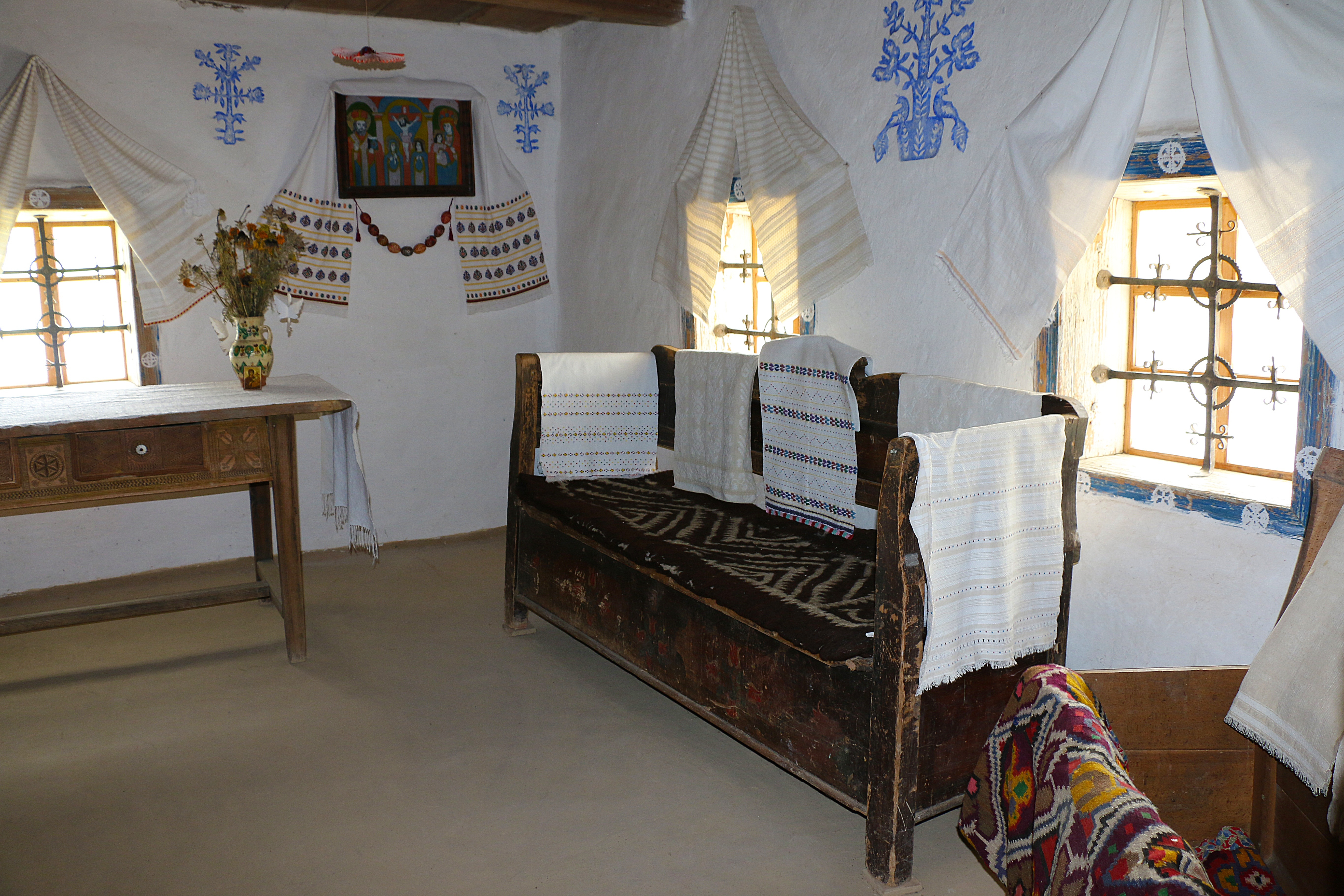
Всередині хати
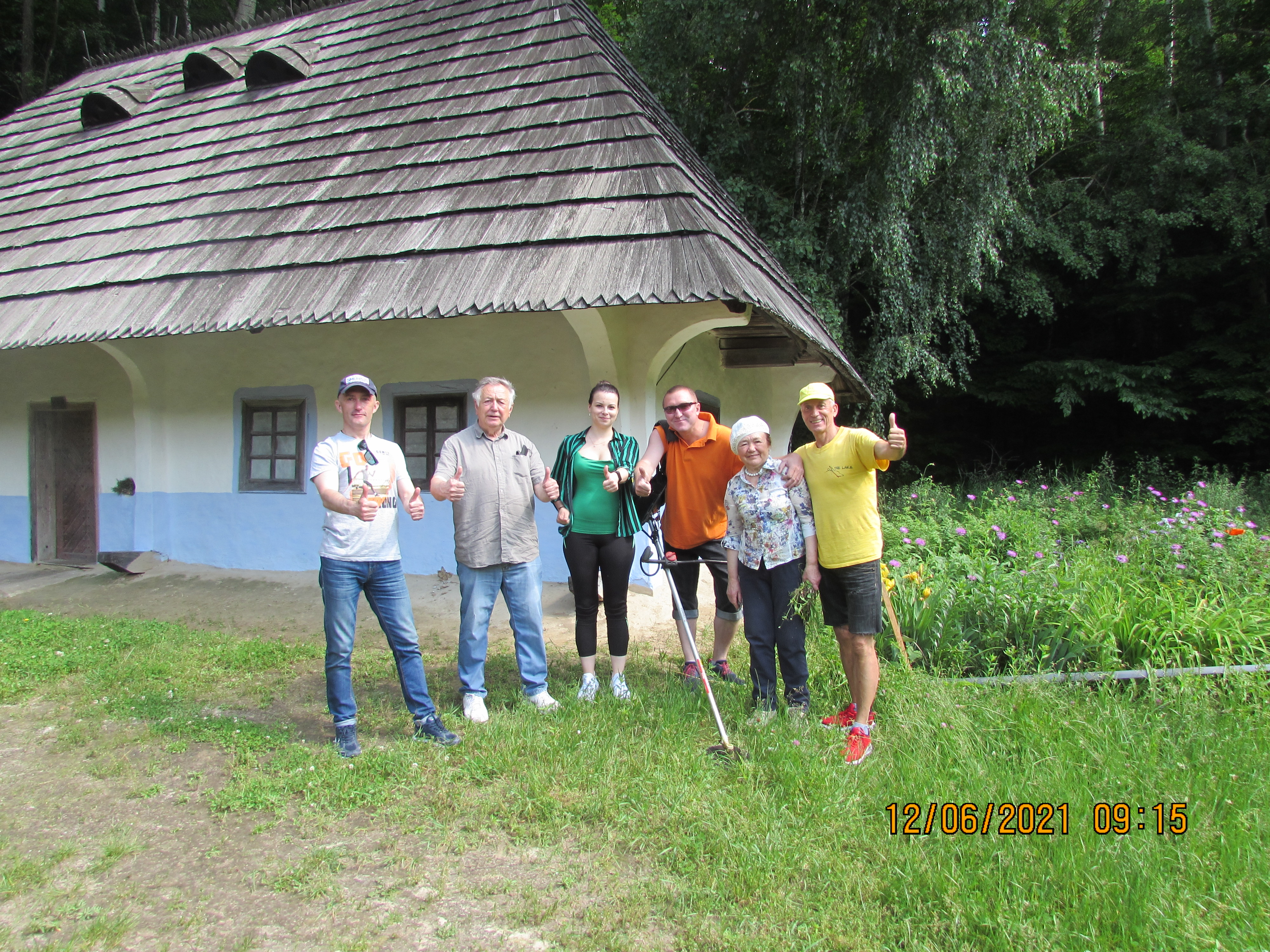
Буковинське земляцтво під час толоки в Національному музеї народної архітектури та побуту України.